# Грам
Грам (фр. gramme; позначення: г, g) — одиниця маси, одна тисячна кілограма. У системі СГС — основна одиниця маси.
Українське скорочення — г, скорочення для мов із латинською абеткою — g.

## Параметри
Кратна їй одиниця маси, кілограм (1000 грамів), із точністю до 0,2 % дорівнює масі 1 дм³ хімічно чистої води за температури її найбільшої густини (близько 4 °C) — основна одиниця маси в системі SI.

## Різновиди
Найчастіше застосовувані частинні одиниці:
- Міліграм — 10−3 грама (одна тисячна частина грама; познака: мг)
- Мікрограм — 10−6 грама (одна мільйонна частина грама; позначення: мкг)
- Нанограм — 10−9 грама (одна мільярдна частина грама; позначення: нг)
- Пікограм — 10−12 грама (одна трильйонна частина грама; позначення: пг)

2) Грам сили — застаріла позасистемна одиниця вимірювання сили, зокрема ваги.
Визначають, як вагу тіла масою в 1 г.